# مارك شيلدز
مارك شيلدز (بالإنجليزية: Mark Shields) هو ضابط شرطة جامايكي، ولد في 1959.